# Ліекса
Лієкса (фін. Lieksa)  — місто в Фінляндії в ляні Східна Фінляндія.
Населення  — 12 140 осіб (2014), площа  — 4,067.60 км², водяне дзеркало  — 649,14 км², щільність населення  — 3,55 осіб/км².